# Andreas Albrecht (Chemiker)
Andreas Christoph Albrecht (* 3. Juni 1927 in Kalifornien; † 26. September 2002) war ein US-amerikanischer Chemiker.

## Leben
Andreas Albrechts Vater stammte aus Deutschland. Andreas Albrecht wuchs in Washington, D.C., Baton Rouge und Wien auf. Er studierte Chemie in Berkeley, wo er auch seine spätere Frau Genia Solomon kennenlernte. Das Studium schloss er 1950 ab. Das Paar zog nach Washington, wo Albrecht 1954 promovierte. Anschließend zog das Ehepaar Albrecht nach Cambridge (Massachusetts). Andreas Albrecht erhielt eine Postdoktorandenstelle am Massachusetts Institute of Technology, seine Frau war an der Harvard University beschäftigt.
1956 zog Andreas Christoph Albrecht nach Ithaca (New York). Er wurde zunächst Instructor, dann Assistant Professor, 1962 Associate Professor und 1965 ordentlicher Professor für physikalische Chemie an der Cornell University.
Andreas Albrecht nahm zahlreiche Verpflichtungen als Austausch- und Gastprofessor wahr und gehörte vielen wissenschaftlichen Vereinigungen an. 1986 erhielt er den New York Academy of Science Polychrome Corporation Award in Photochemistry, 1988 die Lippincott-Medaille und 1990 den Earle K. Plyler Prize der American Physical Society. 1992 wurde er in die American Academy of Arts and Sciences gewählt.
Aus der Ehe mit Genia Solomon gingen vier Kinder hervor.